# Fântânele (Mureș)
Fântânele é uma comuna romena localizada no distrito de Mureș, na região histórica da Transilvânia. A comuna possui uma área de  km² e sua população era de 4.595 habitantes segundo o censo de 2011.